# Bianca Castafiore
Madame Bianca Castafiore er navnet på den eneste markante kvindelige figur i Tintin-serien.
Bianca Castafiore er i historierne en italiensk operaverdensstjerne, der optræder på scener overalt, og hvis veje på den måde ofte krydser Tintins. Madame Castafiore er meget forfængelig og lettere hysterisk, men kan også være generøs. Hun ledsages af Igor Wagner og sin stuepige Irma. Hun er modsætning til kaptajn Haddock (hvis navn hun aldrig kan udtale rigtigt), dog uden at hun selv ved det. Hun holder tilsyneladende så meget af kaptajnen, at hun insisterer på at synge for ham gang på gang, hvilket Haddock ikke kan udstå. I en af historierne, Castafiores juveler, lykkes det Castafiore at flytte midlertidigt ind på Haddocks slot, Møllenborg, og her antyder hun en romance med kaptajnen over for inviterede journalister. 
Den af de faste personer i serien, der synes bedst om Castafiore, er professor Tournesol, der er tunghør og derfor ikke som de øvrige figurer så plaget af hendes sang. Han fremavler i Castafiores juveler en ny rose, som han kalder Bianca til stjernens store begejstring.
I Tintin og picaroerne arresteres hun af general Tapioca, da hun kommer til San Theodoros for at optræde. Tintin og kaptajn Haddock tager derfor til landet for at hjælpe hende ud.

Den arie, Castafiore sædvanligvis synger, er den såkaldte "juvelarie" fra Charles Gounods Faust. Den indeholder linjerne: 
| Citat | Åh, jeg ler, når jeg mig selv i spejlet ser. | Citat |
|       |                                              |       |

Original fransk tekst:
| Citat | Ah! je ris de me voir si belle en ce miroir!… Est-ce toi, Marguerite, est-ce toi? Réponds-moi… réponds-moi, Réponds, réponds. Réponds vite! | Citat |
|       | |       |

På LP-hørespillene fra 1970'erne giver hhv. Inge Ketti og Kate Mundt liv til Castafiore. Den danske stemme i tegnefilms-serien Tintins Eventyr er Vibeke Dueholm.
| Taleboble | Spire Denne tegneserieartikel er en spire som bør udbygges. Du er velkommen til at hjælpe Wikipedia ved at udvide den. |